# Agathia aquilonis
Agathia aquilonis är en fjärilsart som beskrevs av Louis Beethoven Prout 1927. Agathia aquilonis ingår i släktet Agathia och familjen mätare. Inga underarter finns listade i Catalogue of Life.